# Alexandre Marchand
Alexandre Marchand (Bourmont, 1819) fou un músic francès.
Va ser professor d'harmonia al Conservatori de Brussel·les. La seva obra principal és la titulada Du principe essentiel de l'harmonie (París, 1872), actualment desconeguda, però que, segons Arthur Pougin, és de tendència molt agosarada, i s'aparta de tot allò conegut fins aleshores.